# Les Épigones (Cycle thébain)
Pour les articles homonymes, voir Épigone.

Les Épigones (en grec ancien Ἐπίγονοι / Epigonoi) sont une épopée perdue de la Grèce antique rattachée au Cycle thébain. On la considère généralement comme la suite de la Thébaïde, même si selon certains auteurs antiques elle n’était qu’une partie de celle-ci.
Elle était aussi parfois appelée Alcméonide (en grec ancien Ἀλκμεωνίς / Alkmeonis), du nom du héros principal, Alcméon.

## Attribution
Les Épigones sont parfois attribuée à Homère (ce dont doute Hérodote), ou à Antimaque de Téos. L'œuvre daterait donc du courant du VIIIe siècle av. J.-C.

## Contenu
Selon une source, l'épopée s'étendait sur 7 000 vers.
Les Épigones racontaient l’histoire des Épigones, qui attaquèrent Thèbes dans le but de venger leurs pères, morts des années auparavant lors de la Guerre des sept chefs.